# Johnny B. Goode (album)
Johnny B. Goode: An Original Video Soundtrack è un album live postumo di Jimi Hendrix pubblicato della Capitol Records negli Stati Uniti nel giugno 1986.
Si tratta in effetti di un "mini LP" contenente la colonna sonora delle omonime uscite in videocassetta e in laserdisc pubblicate all'epoca. Il disco contiene tre canzoni tratte dall'esibizione di Hendrix all'Atlanta International Pop Festival del 1970 (4 luglio) e due brani tratti dal concerto tenuto al Berkeley Community Theatre il 30 maggio 1970. La versione di Voodoo Child (Slight Return) tratta dall'Atlanta International Pop Festival inclusa in quest'album, è in versione accorciata e rimontata.

## Tracce
Tutti i brani sono opera di Jimi Hendrix, eccetto dove indicato.
Lato 1
1. Voodoo Child (Slight Return)
2. Johnny B. Goode (Chuck Berry)
3. All Along the Watchtower (Bob Dylan)

Lato 2
1. The Star Spangled Banner (Francis Scott Key, John Stafford Smith)
2. Machine Gun

## Dettagli di registrazione
- Tracce 1, 3 e 4 registrate all'Atlanta International Pop Festival, Middle Georgia Raceway, Byron, Georgia, USA il 4 luglio 1970
- Tracce 2 e 5 registrate al Berkeley Community Theatre, Berkeley, California, USA, il 30 maggio 1970

## Crediti
- Jimi Hendrix: chitarra elettrica, voce
- Mitch Mitchell: batteria
- Billy Cox: basso